# クリストファー・ウィンター
クリストファー・ウィンター（Christopher Winter、1716年-1723年活動）は、カリブ海で活動したイギリスの海賊。

## 経歴
ウィンターは商船の航海士だったエドワード・イングランドを海賊の世界に引き込んだことで知られる。1717年9月5日、イギリス国王ジョージ1世は全ての海賊に対して、1年以内に投降した者には恩赦を与えるという布告を発した。ウィンターもこの恩赦を受けた海賊の一人であったが、同業者のニコラス・ブラウンと共にすぐに海賊に逆戻りし、やがてキューバのスペイン植民地総督に投降した。1722年、ウィンターとブラウンはトリニダードから出航し、ジャマイカ北岸でイギリス船やプランテーションを掠奪した。さらにはセント・アンにて子供を含む16人を家ごと焼き殺すなどの虐殺を行った。これを受けてジャマイカのニコラス・ロウズ総督はトリニダードのスペイン人市長にブラウンとウィンターの身柄を要求。ところがトリニダード市長は「彼らは洗礼を受けてスペイン国王臣民となった」とこれを拒否してしまった。ウィンターは1723年までスペインの庇護のもと海賊行為を行っていたとされるが、その後の人生は不明。

## 参考資料
- コリン・ウッダード(著)、大野晶子(訳)、『海賊共和国史 1696-1721年』2021年7月、パンローリング株式会社
- チャールズ・ジョンソン(著)、朝比奈一郎(訳)、『海賊列伝(上)』2012年2月、中公文庫
- クリントン・V・ブラック『カリブ海の海賊たち』増田義郎訳、1990年9月、新潮選書